# Фабрикета (Комо)
Фабрикета је насеље у Италији у округу Комо, региону Ломбардија.
Према процени из 2011. у насељу је живело 63 становника. Насеље се налази на надморској висини од 200 м.